# Sur la plage à Trouville
Sur la plage à Trouville est un tableau réalisé par le peintre français Claude Monet en 1870. Cette huile sur toile représente deux femmes assises devant de nombreuses autres figures plus loin sur la plage de Trouville-sur-Mer, dans le Calvados. Elle est conservée au musée Marmottan Monet, à Paris.

## Contexte
Monet passe l'été de 1870 à Trouville avec Camille, qu'il vient d'épouser, et leur jeune fils Jean. La guerre franco-allemande éclate durant leur séjour. Les toiles qu'il y réalise tranchent avec la tradition de l'époque qui veut que l'on se place face à la mer. Monet a probablement peint les personnages du premier plan en atelier durant une ou deux séances. Il n'est pas établi que le personnage de  gauche est Camille.

## Style
Très esquissés notamment pour les visages et les mains, les personnages du premier plan ont des robes peintes en blanc sur lequel, avant séchage, sont appliqués de grands traits de bleu clair, de gris et de noir. Les teintes répondent à la lumière du ciel typique de la région.
La ligne de fuite des pieux plantés dans le sable et les différences de taille des personnages confèrent de la profondeur à la scène représentée. Quelques touches de rouge attirent le regard vers le promontoire à l'arrière-plan.

## Parcours de l'œuvre
L'œuvre est conservée par Monet jusqu'à sa mort. Michel Monet en hérite et le lègue à l'académie des Beaux-Arts, qui en dote le Musée Marmottan. Elle y est volée lors d'un braquage le 27 octobre 1985 en même temps que Impression, soleil levant et plusieurs autres tableaux, puis retrouvée en décembre 1990 en Corse,.